# Tyra Turner
Tyra Turner (* 21. Juli 1976  in Fort Myers Beach, Florida als Tyra Harper) ist eine US-amerikanische Beachvolleyballspielerin.

## Karriere
Tyra Turner spielt seit 2003 auf der US-amerikanischen AVP Tour und seit 2005 international auf der FIVB World Tour. Sie kam 2007/2008 mit Rachel Scott und Nicole Branagh bei den FIVB-Turnieren vierzehn Mal in die Top Ten, darunter war auch ein neunter Platz bei der WM in Gstaad 2007. 2009 und 2010 spielte Tyra Turner mit Angela Akers. Akers/Turner erreichten bei der WM in Stavanger Platz fünf und mit weiteren 17 FIVB Top Tens durchweg gute Platzierungen. 2011 und 2012 spielte Tyra Turner vorwiegend auf nationalen Turnieren in den USA.

## Privates
Tyra Turner ist seit 2005 mit dem US-amerikanischen Beachvolleyballspieler Chad Turner verheiratet. Sie leben abwechselnd in Südkalifornien und Florida.